# Constituição Ansteel
A Constituição de Angang (chinês tradicional: 鞍鋼憲法, chinês simplificado: 鞍钢宪法, pinyin: Āngāng xiànfǎ), ou a Constituição Ansteel refere-se a um conjunto de experiências básicas de gestão corporativa resumidas pela Anshan Iron and Steel Company, da China, no início da década de 1960. A conotação básica é realizar a revolução tecnológica, realizar o movimento de massa, implementar duas parcerias e uma reforma de três combinações (os quadros participam do trabalho, os trabalhadores participam da gestão, reformam regras e regulamentos irracionais, trabalhadores, quadros dirigentes e técnicos de tri-combinação), aderir ao comando político, para implementar o sistema de responsabilidade do diretor de fábrica sob a liderança do comitê do partido.
Em 1960, Ma Bin (马宾), presidiu a criação da experiência Angang (鞍钢经验), ou seja, "duas participações, uma reforma e três-em-um unidade", inovação técnica em massa e revolução, que foi chamado de "Constituição Angang " e "Constituição Mabin" (马宾宪法) por Mao Zedong,  e foi implementado na China.